# برایان تایلر
برایان تایلر (به انگلیسی: Brian Tyler) آهنگساز و تهیه‌کننده موسیقی آمریکایی است. از فیلم‌ها و بازی‌هایی که وی وظیفه آهنگسازی آن‌ها را بر عهده داشت می‌توان به سریع و خشمگین: توکیو دریفت، بهترین بازی دنیا، نبرد در لس‌آنجلس، فار کرای ۳، ندای وظیفه: جنگاوری نوین ۳، چشم عقاب، کیش یک آدم‌کش ۴: پرچم سیاه، هاوایی فایو-زیرو و مرد آهنی ۳ اشاره کرد.

## ترانه‌شناسی

### فیلم
| سال  | عنوان                              | کارگردان                      | استودیوها                      | یادداشت                                                |
| ---- | ---------------------------------- | ----------------------------- | ------------------------------ | ------------------------------------------------------ |
| ۱۹۹۷ | Bartender                          | گیب تورس                      | Java Films                     | —                                                      |
| ۱۹۹۸ | شش- رشته سامورایی                  | لنس مانگیا                    | Palm Pictures                  | آهنگسازی به همراه "رد الویسز"                          |
| ۱۹۹۹ | توافق                              | مارک استایلن                  | CineTel Films                  | —                                                      |
| ۱۹۹۹ | طبقه چهارم                         | جاش کلاسنر                    | Millennium Films               | —                                                      |
| ۱۹۹۹ | سایمون سز                          | کوین آلین الدرز               | TriStar Pictures               | —                                                      |
| ۲۰۰۰ | هراس                               | هنری برومل                    | Artisan Entertainment          | —                                                      |
| ۲۰۰۰ | ساعات غم‌انگیز                      | آیزاک اچ. ایتون               | Newmark Films Inc.             | —                                                      |
| ۲۰۰۰ | Four Dogs Playing Poker            | پل راچمن                      | —                              | —                                                      |
| ۲۰۰۰ | معبر وحشت                          | لنس دبلیو. درسن کلینت هوچیسون | Tomorrow Film Corporation      | —                                                      |
| ۲۰۰۱ | نقشه بی                            | گرگ یتسن                      | Half Moon Entertainment        | —                                                      |
| ۲۰۰۱ | سستی                               | بیل پاکستون                   | لاینزگیت                       | —                                                      |
| ۲۰۰۱ | آفساید                             | لیانا کریل                    | Passion Films                  | فیلم کوتاه                                             |
| ۲۰۰۲ | بوبا هوتپ                          | دن کاسکارلی                   | Vitagraph Films                | —                                                      |
| ۲۰۰۲ | خون‌آشام‌ها: لوس موئرتوس             | تامی لی والاس                 | Destination Films              | —                                                      |
| ۲۰۰۳ | تاریکی سقوط می‌کند                  | جاناتان لیبسمن                | کلمبیا پیکچرز                  | —                                                      |
| ۲۰۰۳ | شکار شده                           | ویلیام فریدکین                | پارامونت پیکچرز                | —                                                      |
| ۲۰۰۳ | آخرین ایستادگی                     | گیب تورس                      | —                              | فیلم کوتاه                                             |
| ۲۰۰۳ | پوچ بزرگ                           | استیو اندرسون                 | Artisan Entertainment          | —                                                      |
| ۲۰۰۳ | خط زمان                            | ریچارد دنر                    | پارامونت پیکچرز                | جایگزین شده جری گلداسمیت                               |
| ۲۰۰۴ | تضادهای کامل                       | مت کوپر                       | —                              | —                                                      |
| ۲۰۰۴ | برش نهایی                          | عمار نعیم                     | لاینزگیت                       | —                                                      |
| ۲۰۰۴ | موهبت الهی                         | نیک هم                        | لاینزگیت                       | —                                                      |
| ۲۰۰۴ | پاپاراتزی                          | پاول آبسکال                   | فاکس قرن بیستم                 | —                                                      |
| ۲۰۰۵ | Clair obscur                       | بنجامین لمایر                 | —                              | فیلم کوتاه                                             |
| ۲۰۰۵ | کنستانتین                          | فرانسیس لورنس                 | برادران وارنر                  | آهنگسازی به همراه کلاوس بادت                           |
| ۲۰۰۵ | بهترین بازی دنیا                   | بیل پاکستون                   | والت دیزنی پیکچرز              | —                                                      |
| ۲۰۰۶ | آناپولیس                           | جاستین لین                    | Touchstone Pictures            | —                                                      |
| ۲۰۰۶ | حشره                               | ویلیام فریدکین                | لاینزگیت                       | —                                                      |
| ۲۰۰۶ | سریع و خشمگین: توکیو دریفت         | جاستین لین                    | یونیورسال پیکچرز               | —                                                      |
| ۲۰۰۷ | تمام کردن بازی                     | جاستین لین                    | IFC Films                      | —                                                      |
| ۲۰۰۷ | قسمت                               | ویک سارین                     | —                              | —                                                      |
| ۲۰۰۷ | جنگ                                | فیلیپ آتول                    | لاینزگیت                       | در دیگر مناطق جهان با نام Rogue Assassin شناخته شده‌است |
| ۲۰۰۷ | بیگانه علیه غارتگر: مرثیه          | The Brothers Strause          | فاکس قرن بیستم                 | —                                                      |
| ۲۰۰۸ | رمبو                               | سیلوستر استالونه              | لاینزگیت The Weinstein Company | —                                                      |
| ۲۰۰۸ | بانکوک خطرناک                      | برادران پنگ                   | لاینزگیت                       | —                                                      |
| ۲۰۰۸ | چشم عقاب                           | دی جی کاروسو                  | دریم ورکس                      | —                                                      |
| ۲۰۰۸ | پروژه لازاروس                      | جان پاتریک گلن                | سونی پیکچرز                    | —                                                      |
| ۲۰۰۹ | اتاق نابودی                        | جاناتان لیبسمن                | ContentFilm                    | —                                                      |
| ۲۰۰۹ | دراگون‌بال اوولوشن                  | جیمز وانگ                     | فاکس قرن بیستم                 | —                                                      |
| ۲۰۰۹ | سریع و خشمگین                      | جاستین لین                    | یونیورسال پیکچرز               | —                                                      |
| ۲۰۰۹ | مردان متوسط                        | جورج گالو                     | پارامونت                       | —                                                      |
| ۲۰۰۹ | مقصد نهایی ۴                       | دیوید آر الیس                 | New Line Cinema                | —                                                      |
| ۲۰۰۹ | شهروند مطیع قانون                  | اف. گری گری                   | Overture Films                 | —                                                      |
| ۲۰۱۰ | بی‌مصرف‌ها                           | سیلوستر استالونه              | لاینزگیت                       | —                                                      |
| ۲۰۱۱ | نبرد در لس آنجلس                   | جاناتان لیبسمن                | کلمبیا پیکچرز                  | —                                                      |
| ۲۰۱۱ | تاتو                               | بیل پاکستون                   | —                              | فیلم کوتاه                                             |
| ۲۰۱۱ | سریع و خشمگین ۵                    | جاستین لین                    | یونیورسال پیکچرز               | —                                                      |
| ۲۰۱۱ | مقصد نهایی ۵                       | استیون کواله                  | برادران وارنر New Line Cinema  | —                                                      |
| ۲۰۱۲ | جان در پایان می‌میرد                | دن کاسکارلی                   | Magnet Releasing               | —                                                      |
| ۲۰۱۲ | میدان کلمبوس                       | جورج گالو                     | Lightning Entertainment        | —                                                      |
| ۲۰۱۲ | ترمز                               | گیب تورس                      | IFC Films                      | —                                                      |
| ۲۰۱۲ | بی‌مصرف‌ها ۲                         | سیمون وست                     | لاینزگیت                       | —                                                      |
| ۲۰۱۳ | مرد آهنی ۳                         | شین بلک                       | مارول استودیوز                 | نامزد شده: - جایزه سترن برای بهترین موسیقی             |
| ۲۰۱۳ | اکنون مرا می‌بینی                   | لویس لتریر                    | Summit Entertainment لاینزگیت  | نامزد شده: - جایزه سترن برای بهترین موسیقی             |
| ۲۰۱۳ | برخاستن                            | دی جی کاروسو                  | Seven Star Pictures            | —                                                      |
| ۲۰۱۳ | ثور: دنیای تاریک                   | آلن تیلور                     | Marvel Studios                 | —                                                      |
| ۲۰۱۴ | لاک‌پشت‌های نینجا                    | جاناتان لیبسمن                | پارامونت پیکچرز                | —                                                      |
| ۲۰۱۴ | بی‌مصرف‌ها ۳                         | پاتریک هوگس                   | لاینزگیت                       | —                                                      |
| ۲۰۱۴ | به‌سوی طوفان                        | استیون کواله                  | برادران وارنر New Line Cinema  | —                                                      |
| ۲۰۱۴ | Marvel One-Shot: All Hail the King | درو پیرس                      | Marvel Studios                 | فیلم کوتاه                                             |
| ۲۰۱۵ | خشن ۷                              | جیمز ون                       | یونیورسال پیکچرز               | —                                                      |
| ۲۰۱۵ | انتقام جویان: عصر اولتران          | جاس ویدون                     | Marvel Studios                 | آهنگسازی به همراه دنی الفمن                            |
| ۲۰۱۵ | حقیقت                              | جیمز واندربیلت                | سونی پیکچرز                    | —                                                      |
| ۲۰۱۵ | اتاق ناامیدی‌ها                     | دی جی کاروسو                  | Relativity Media               | —                                                      |
| ۲۰۱۶ | مجرم                               | آریل ورمن                     | Summit Entertainment لاینزگیت  | آهنگسازی به همراه "کیت پاورز"                          |
| ۲۰۱۶ | اکنون مرا می‌بینی ۲                 | جون ام. چو                    | Summit Entertainment لاینزگیت  | —                                                      |
| ۲۰۱۷ | تریپل اکس: بازگشت زندر کیج         | دی جی کاروسو                  | پارامونت پیکچرز                | آهنگسازی به همراه "رابرت لیدکر"                        |
| ۲۰۱۷ | پاور رنجرز                         | دین ازرالایت                  | لاینزگیت                       | —                                                      |
| ۲۰۱۷ | سرنوشت خشمگین                      | اف. گری گری                   | یونیورسال پیکچرز               | —                                                      |
| ۲۰۱۷ | مومیایی                            | الکس کورتزمن                  | یونیورسال پیکچرز               | —                                                      |
| ۲۰۱۹ | رمبو: آخرین خون                    | آدریان گرونبرگ                | —                              | —                                                      |
| ۲۰۱۹ | پنج پا از هم جدا                   | جاستین بالدونی                | سی‌بی‌اس فیلمز                   | —                                                      |

### بازی ویدئویی
| سال  | عنوان                      | ناشر(ها)                     |
| ---- | -------------------------- | ---------------------------- |
| ۲۰۱۰ | جهان لگو                   | The Lego Group               |
| ۲۰۱۱ | ندای وظیفه: جنگاوری نوین ۳ | اینفینیتی وارد اسلج همر گیمز |
| ۲۰۱۱ | جنون سرعت: فرار            | EA Black Box                 |
| ۲۰۱۲ | فار کرای ۳                 | یوبی سافت مونترال            |
| ۲۰۱۳ | ارتش دو نفره: کارتل شیطان  | ویسرال گیمز EA Montreal      |
| ۲۰۱۳ | کیش یک آدم‌کش ۴: پرچم سیاه  | یوبی سافت مونترال            |